# Guardabosone
Guardabosone (piemontiul: Vardaboson) település Olaszországban, Vercelli megyében. Lakosainak száma 332 fő (2023. január 1.). Guardabosone Borgosesia, Crevacuore, Postua, Scopello, Ailoche, Caprile, Scopa és Serravalle Sesia községekkel határos.

## Népesség
A település népességének változása:
| Lakosok száma | 338  | 334  | 332  |
|               | 2017 | 2018 | 2023 |